# Les Costes-Gozon
Les Costes-Gozon è un comune francese di 176 abitanti situato nel dipartimento dell'Aveyron nella regione dell'Occitania.

## Società

### Evoluzione demografica
Abitanti censiti